# Ole Aanderud Larsen

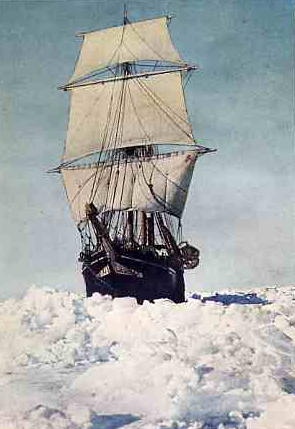
El Bergantín Endurance.

Ole Aanderud Larsen (18 de diciembre de 1884 – 6 de octubre de 1964) fue un diseñador de buques y hombre de negocios de Noruega.
Larsen nació en el pueblo de Tønsberg, y falleció en Sandefjord, en el condado de Vestfold.
Larsen adquirió notoriedad por haber diseñado el bergantín de tres mástiles Endurance, a bordo del cual Sir Ernest Shackleton navegó hacia la Antártida en la Expedición Imperial Transantártica de 1914. Fue el primer director general y uno de los fundadores de la empresa Jotun Group Private Ltd., basada en Sandefjord especializada en la venta de pinturas y recubrimientos especiales para la industria marina. En la actualidad la empresa se ha expandido por todo el mundo y comercializa una gran variedad de pinturas y recubrimientos para todo tipo de industrias.